# Scontri di Jos (2010)

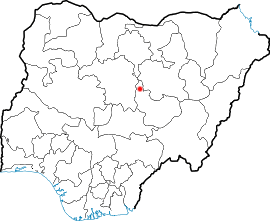
Locazione di Jos in Nigeria

Gli scontri di Jos del 2010 furono una serie di atti di violenza interreligiosa tra le comunità cristiana e islamica della città, culminati con la morte di diverse centinaia di persone. La capitale di Plateau fu sede di altri scontri religiosi già diversi anni prima alla luce del fatto che essa si trova ad essere un punto nevralgico della Nigeria conteso tra i cristiani prevalenti nel Sud del paese e i musulmani prevalenti nel Nord.
Alla base dei nuovi scontri sembrano concorrere diversi fattori, oltre che quello religioso, tra cui le rivalità etniche e la situazione di gravità economica che affligge la popolazione.
La prima ondata di violenza ebbe inizio il 17 gennaio e terminò appena quattro giorni dopo, lasciando, però, a terra diverse centinaia di feriti, più di 200 morti, edifici di culto distrutti e veicoli dati alle fiamme. Il secondo ciclo iniziò il 6 marzo dopo l'attacco da parte di alcuni pastori islamici contro un villaggio cristiano a sud di Jos, provocando più di 300 morti nei primi due giorni di violenze.
Secondo monsignor John Olorunfemi Onaiyekan, arcivescovo di Abuja, in voce presso Radio Vaticana, gli scontri non sarebbero stati di origine religiosa, ma etnica: tra gruppi di pastori nomadi e agricoltori; il fattore religioso delle due parti avrebbe contribuito in larga parte a credere a una nuova violenza interreligiosa da parte dei media internazionali. L'opinione di Onaiyekan, è che alla base delle ripetute violenze nel Paese ci sia lo sfondo di disagio sociale perenne e un governo debole non in grado di affrontare il problema.

## Sfondo
Jos è una città situata in una posizione strategica, delimita infatti il confine che segna l'area nigeriana a maggioranza musulmana da quella a maggioranza cristiana, e proprio per questo è da sempre sede di grande tensione e violenze interreligiose. Già nel 2001 le violenze lasciarono a terra un numero stimato attorno ai 1000 morti, e nel 2008 la situazione degenerò nuovamente innescando un moto rivoltoso che costò la vita a circa 300 persone.
Sebbene sia gli islamici che i cristiani sono stati accusati diverse volte di ineggiare alla violenza secondo le proprie motivazioni, il professore Kabiru Mato dell'università di Abuja ha tenuto a sottolineare la propria opinione secondo cui alla base degli scontri non ci sarebbe la religione bensì la situazione di perenne disagio sociale che accompagna la regione da tempo. Frustrazioni, alienazione economica, indifferenza dei governanti e altri fattori sociali avrebbero poi contribuito a riaccendere la violenza in una città martoriata dall'inizio del 2000.
Altri hanno ipotizzato che allo sfondo degli scontri ci possano essere state motivazioni etniche, come la rivalità tra la popolazione Berom e gli Hausa, o tra i Berom e i Fulani.
Un altro aspetto causa di tensione è la situazione politica della Nigeria. Il 9 febbraio, per cause di salute, il presidente islamico Umaru Yar'adua dovette allontanarsi per le cure necessarie, incaricando Goodluck Jonathan, di orientamento cristiano, della presidenza provvisoria in vista delle elezioni presidenziali del 2011. Al ritorno a sorpresa in patria, però, Jonathan non acconsentì a dimettersi dall'incarico datogli da Yar'adua, alimentando ancor di più i disordini etnici e religiosi della nazione.

## Gli eventi

### Disordini di gennaio
La miccia del terzo scontro del decennio a Jos sarebbe stata accesa, secondo quanto riferito dalle autorità, quando un gruppo di giovani islamici appiccò fuoco a una chiesa cristiana. Altre fonti indicarono che, in realtà, la violenza scoppiò quando si tentò la ricostruzione di una moschea, distrutta negli scontri del 2008, in una zona cittadina a predominanza cristiana.
Per fronteggiare alla nuova ondata di violenza, il 17 gennaio stesso, il governo ordinò un coprifuoco della durata di 24 ore e il vicepresidente Goodluck Jonathan incaricò le truppe a Jos di ripristinare l'ordine. Le misure di sicurezza furono prese da Jonathan a causa della lontananza del presidente Umaru Yar'Adua per motivi di salute dal novembre 2009.
Entro il 19 gennaio furono arrestate 50 persone. La BBC riportò che il 20 gennaio gli scontri si estesero anche a Pankshin, 100km da Jos, ma la notizia fu smentita dall'esercito nigeriano. Più di 5000 persone rimasero sfollate in seguito alle devastazioni causate dagli scontri.
Secondo i dati delle principali organizzazioni umanitarie internazionali e dei dati medici sul campo, furono 492 i morti negli scontri. Lo Human Rights Watch, citando le fonti interne della comunità islamica, dichiarò che 364 dei deceduti totali erano musulmani. Secondo i dati ufficiali delle forze di polizia, i morti negli scontri furono 326, mentre gli arrestati furono 313.

### Disordini di marzo
Il 6 marzo, alcuni pastori islamici attaccarono con armi da fuoco e machete il villaggio cristiano di Dogo Nahawa, pochi kilometri più a sud di Jos, uccidendo 18 persone e disseminandone i cadaveri per tutta l'area abitata. In tutta risposta, un secondo moto di violenza giunse nella capitale di Plateau poche ore dopo con l'ira dei cristiani, spingendo centinaia di persone a lasciare le proprie abitazioni per fuggire altrove. L'esercito nigeriano, sotto ordine di Goodluck Jonathan, il 7 marzo, entrò in stato di allarme rosso con il preciso scopo di fermare le violenze e arrestare tutti i rivoltosi. Al termine delle prime due giornate di scontri, Grehory Yenlong, commissario dello stato del Plateau per l'informazione, comunicò un numero provvisorio di oltre 300 morti nei disordini. Alla base dello sterminio degli abitanti di Dogo Nahawa, sembrarono esserci, dalle prime ricostruzioni, motivi di origine etnica. Secondo alcuni testimoni, infatti, i nomadi che attaccarono il villaggio sarebbero appartenuti all'etnia Fulani e, per questo, spinti, non a uccidere i cristiani come pensato, ma a sterminare la popolazione Berom (origine della maggior parte degli abitanti del villaggio attaccato). A rinforzare la tesi di matrice etnica, le testimonianze di altri Fulani, secondo cui le origini degli scontri sarebbero da ricercarsi in un attacco da parte dei Berom contro i Fulani alcune settimane prima dello sterminio di Dogo Nahawa. All'8 marzo, anche grazie all'intervento tempestivo delle autorità e dell'esercito, furono arrestate 95 persone legate ai fatti di sangue, e riportata la calma a Jos e dintorni, riuscendo nel tentativo di non far insorgere ulteriori disordini. Secondo le fonti del governatorato locale, tra il 6 e il 7 marzo sarebbero morte circa 500 persone, ma secondo altre sedi la stima provvisoria andava tra i 200 e i 250. Successivi riscontri e testimonianze di organizzazioni umanitarie, fissarono a 200 la stima approssimativa dei morti. In seguito, il rapporto governativo sull'accaduto fissò a 109 le vittime ufficiali. In base ad altri resoconti, oltre 8.000 persone si sarebbero date alla fuga a causa delle violenze.
Qualche settimana dopo gli scontri, il 17 marzo, un commando composto da Fulani e Hausa, passato inosservato tra la popolazione grazie a un travestimento simile a quello dell'esercito regolare nigeriano, attaccò intornò all'1 e 20 locale (mezzanotte circa in Italia) alcuni villaggi cristiani e animisti contigui a Jos, provocando la morte di 13 persone e il ferimento di 6, essenzialmente donne e bambini. Al raid gli abitanti dei villaggi di Jos risposero duramente, accusando l'esercito di aver lasciato quei territori in balia delle orde violente degli islamici. Dopo il massacro, il gruppo diede fuoco ad alcune abitazioni, bruciando anche alcuni cadaveri.

### Disordini di dicembre
Tra il 24 e il 25 dicembre in occasione della due giorni natalizia in diverse parti della Nigeria, tra cui anche Jos, si è assistito a un ciclo di attentati di milizie estremiste islamiche ai danni di chiese e caseggiati in quartieri cristiani. Al termine delle violenze, il numero delle vittime nei tre giorni di scontri a Jos si è assestato a 32 morti e 74 feriti in base a quanto dichiarato dal commissario Abdulrahman Akano. Secondo le autorità, dietro almeno una parte delle violenze sarebbero stati coinvolti i «talebani nigeriani», ovvero la setta islamista Boko Haram. A favorire questa ipotesi, la rivendicazione delle violenze via web del gruppo "Jamàatu Ahlus-Sunnah LiddaAwati Wal Jihad" (let. "Popolo devoto agli insegnamenti del profeta per la propagazione della guerra santa") secondo gli inquirenti una etichetta sotto la quale si firma Boko Haram.
Il 27 dicembre sono stati arrestati tre indiziati per gli attentati di Natale, due nigeriani e un ciadiano, in possesso di materiale esplosivo come dinamite e sospettati di esser stati in procinto di attaccare una chiesa. I morti, secondo, Daniel Gambo, funzionario della situazione emergenza nigeriana, sono saliti a 80 unità, con oltre 100 feriti negli ospedali.

## Risposte internazionali
In risposta agli scontri, papa Benedetto XVI condannò «l'atroce violenza, che insanguina la Nigeria e che non ha risparmiato nemmeno i bambini indifesi», facendo «appello a quanti nel Paese hanno responsabilità civili e religiose, affinché si adoperino per la sicurezza e la pacifica convivenza di tutta la popolazione».
Il 16 marzo, nel corso di un incontro con studenti musulmani, Muʿammar Gheddafi, colonnello e presidente della Libia, spiegò come la soluzione alle violenze interreligiose che affliggono la Nigeria e Jos in particolare da un decennio potrebbe essere la divisione della nazione in due Stati distinti: uno cristiano e uno islamico, con frontiere controllate e spartizione di risorse tramite accordi pacifici e diplomatici tra le due parti. Riguardo alla proposta di Gheddafi, un portavoce del governo nigeriano rispose che non sarebbe stata "presa seriamente in considerazione".